# Нектарник

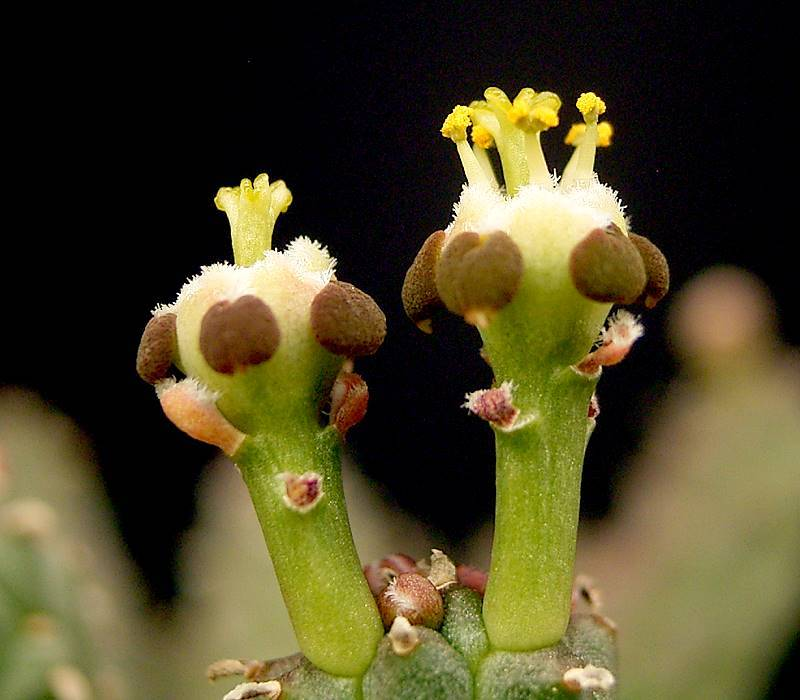
Нектарники Euphorbia esculenta

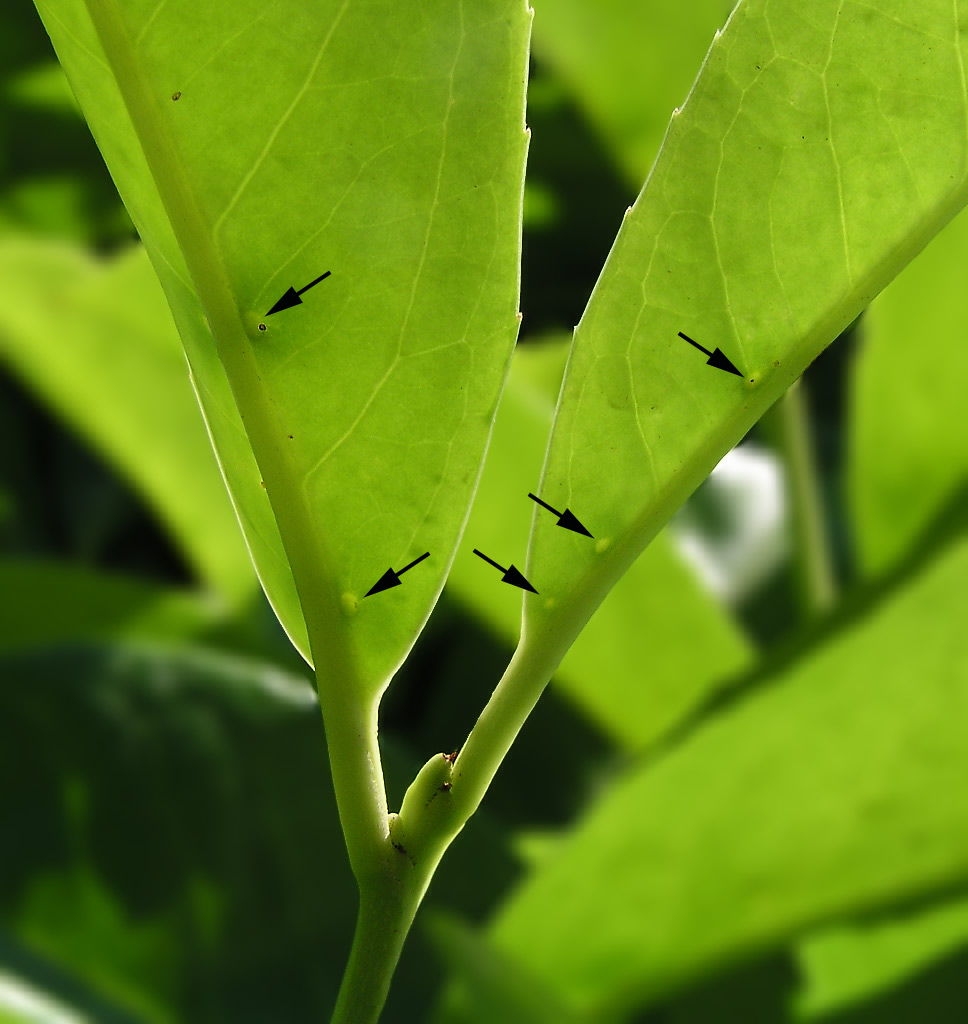
Екстрафлоральні нектарники на листку сливи

Нектарники — медові залози рослин, які виділяють солодкий сік — нектар. Зовнішні видільні структури, зазвичай розташовані у квітці (флоральні нектарники) і які виділяють солодкий сік, служать приманкою для тварин-запилювачів, найчастіше комах. Іноді нектарники формуються поза квіткою, на вегетативних органах (так звані екстрафлоральні нектарники).
Флоральні нектарники у дводольних можуть знаходитися біля основи тичинок (пасльонові, глухокропивові); на вершині зав'язі у вигляді особливої трубчастої структури (айстрові); на особливих органах — медовиках; іноді нектарниками є видозмінені тичинки, або стамінодії (барбарисові, метеликові). У однодольних нектарники часто перебувають у виїмках, або септах, зав'язі і мають вигляд кишеньок з залозистою внутрішньою поверхнею. Якщо вони глибоко занурені у зав'язь, то мають вихідні канали, що ведуть до поверхні зав'язі.
Секреторна тканина нектарників формується або епідермісом, або субепідермальною тканиною. До секреторної тканини зазвичай примикає провідна тканина. Виводиться нектар через особливі продихи або безпосередньо через стінку клітини при розриві кутикули.
Будучи видозміненими пелюстками або тичинками, нектарники відіграють важливу роль в перехресному запиленні рослин.